# 1951 Lick
1951 Lick (mednarodno ime je tudi 1951 Lick) je  asteroid tipa A v glavnem asteroidnem pasu.
Na svoji poti okoli Sonca prečka tudi tirnico Marsa.

## Odkritje
Asteroid je odkril astronom Carl Alvar Wirtanen (1910 – 1990) 26. julija 1949.

## Lastnosti
Asteroid Lick obkroži Sonce v 1,64 letih. Njegova tirnica ima izsrednost 0,061, nagnjena pa je za 39,094° proti ekliptiki. Njegov premer je 5,57 km, okrog svoje osi pa se zavrti v 5,302 urah .